# 켈리 롤런드
켈리 롤런드(영어: Kelly Rowland, 1981년 2월 11일 ~ )는 미국의 가수이다. 데스티니스 차일드의 일원이었다.

## 음반 목록
정규 음반
- 2003 : Simply Deep
- 2007 : Ms. Kelly
- 2011 : Here I Am
- 2013 : Talk A Good Game

기타 음반
- 2010 : Walk : The Best Of
- 2011 : Playlist: The Very Best Of Kelly Rowland

## 작품 목록
영화
- 2011 : 하이힐을 신은 여자는 위험하다
- 2012 : 씽크 라이크 어 맨 - 브랜다 역
- 2020 : 배드 헤어 - 샌드라 역